# Ohio Valley Wrestling
Ohio Valley Wrestling (OVW) es una empresa estadounidense promotora de lucha libre profesional localizada en Louisville, Kentucky, Estados Unidos. La OVW es una institución reconocida por el desarrollo de luchadores.

## Historia
La Ohio Valley Wrestling se creó en 1997, como una promoción afiliada en la National Wrestling Alliance (NWA), conocida entonces como la NWA-OVW. Sin embargo, se separó en el año 2000, convirtiéndose al poco tiempo en territorio de desarrollo de la World Wrestling Federation/Entertainment (WWF/WWE). Jim Cornette fue el jefe creativo de OVW e inversor mayoritario, pero renunció a su cargo por presión de la WWE al haber abofeteado a un estudiante de lucha y joven talento de OVW, Anthony Carelli. Fue reemplazado por Paul Heyman, quien fue el creativo de OVW hasta que le dieron el puesto de creativo de la marca ECW. Se suponía que Greg Gagne iba a ser el sustituto de Heyman, pero su conocimiento de la empresa era limitado y le dieron el puesto a Al Snow y a Danny Davis.
En 2007, Cornette vendió su parte de la compañía a Davis. El 7 de febrero de 2008, la WWE anunció que su relación con la OVW había terminado, moviendo todo su talento a la Florida Championship Wrestling. Sin embargo, el 23 de septiembre de 2009, la OVW anunció que el directivo de la WWE, John Laurinaitis, visitó y evaluó a talentos de la OVW afirmando que la WWE "tendría un rol mucho más activo para contratar talentos de OVW". Entre 2008 y 2009, ambas empresas mantuvieron una relación cercana pese al término de su relación profesional dos años atrás.
El 8 de septiembre de 2010, Danny Davis anunció que Jim Cornette regresaría a la empresa como jefe creativo. Cornette, quien también era Productor Ejecutivo de Ring of Honor, anunció en su regreso que manejará un intercambio de talentos entre ambas compañías.
El 7 de noviembre de 2011, se anunció que OVW y la Total Nonstop Action Wrestling (TNA) habían llegado a un acuerdo para que OVW se volviera el territorio de desarrollo de TNA. El Director de Relaciones Laborales, Al Snow, hizo su regreso a OVW como creativo reemplazando a Cornette. Además, el luchador de TNA, Doug Williams, fue asignado como entrenador de OVW hasta su salida en 2013. Sin embargo, la relación entre ambas empresas acabó el 2 de noviembre de 2013.

## Campeonatos

### Campeones actuales
| Campeonato                            | Campeón                                     | Fecha                    | días como campeón |
| ------------------------------------- | ------------------------------------------- | ------------------------ | ----------------- |
| OVW Heavyweight Championship          | Omar Amir                                   | 26 de junio de 2021      | 1513+             |
| OVW Southern Tag Team Championship    | Darkkloudz (Deget Bundlez & Eric Darkstorm) | 28 de agosto de 2021     | 1450+             |
| OVW Women's Championship              | Sierra                                      | 28 de agosto de 2021     | 1450+             |
| OVW Kentucky Heavyweight Championship | Luscious Lawrence                           | 30 de septiembre de 2021 | 1417+             |
| OVW National Heavyweight Championship | Jessie Godderz                              | 29 de septiembre de 2020 | 1783+             |
| OVW Anarchy Championship              | Amon                                        | 9 de enero de 2021       | 1681+             |
| OVW Rush Championship                 | Gustavo                                     | 12 de agosto de 2021     | 1466+             |
| OVW World Radio Championship          | Arie Alexander                              | 24 de abril de 2021      | 1576+             |

### Antiguos campeonatos
| Campeonato                                     | Último campeón | Fecha                 | Notas                                |
| ---------------------------------------------- | -------------- | --------------------- | ------------------------------------ |
| OVW Light Heavyweight Championship (1999-2001) | Chris Michaels | 12 de abril de 2000   | Retirado el 1 de marzo de 2001.      |
| OVW Hardcore Championship (2000 - 2001)        | Randy Orton    | 5 de mayo de 2001     | Retirado en 2001.                    |
| OVW Television Championship                    | AJZ            | 22 de octubre de 2019 | Retirado en 19 de noviembre de 2019. |

### OVW Triple Crown Championship
La siguiente es una lista de luchadores que ganaron el Campeonato Peso Pesado de la OVW, el Campeonato de la Televisión de la OVW y el Campeonato Sureño en Parejas, los tres campeonatos de hacer la Triple Corona de la OVW (Triple Crown en inglés). La fecha en negrita es cuando el luchador ganó el último campeonato, junto con este reconocimiento.
| Nombre               | OVW Heavyweight Championship | OVW Southern Tag Team Championship                            | OVW Television Championship |
| -------------------- | ---------------------------- | ------------------------------------------------------------- | --------------------------- |
| Brent Albright       | 25 de abril de 2005          | 31 de marzo de 2004 (con Chris Masters)                       | 5 de enero de 2005          |
| CM Punk              | 3 de mayo de 2006            | 28 de julio de 2006 (con Seth Skyfire)                        | 9 de noviembre de 2005      |
| Idol Stevens         | 14 de marzo de 2007          | 10 de octubre de 2003 (con Nova)                              | 4 de enero de 2006          |
| Cody Runnels         | 17 de febrero de 2007        | 18 de octubre de 2006 (con Shawn Spears)                      | 6 de julio de 2007          |
| James "Moose" Thomas | 6 de enero de 2010           | 27 de septiembre de 2009 (con Tilo)                           | 9 de septiembre de 2009     |
| Mike Mondo           | 29 de mayo de 2010           | 11 de noviembre de 2009 (con Turcan Celik)                    | 4 de febrero de 2009        |
| Rudy Switchblade     | 2 de noviembre de 2011       | 22 de febrero de 2012 (con Jessie Godderz & Rob Terry)        | 27 de agosto de 2008        |
| Rob Terry            | 12 de mayo de 2012           | 22 de febrero de 2012 (con Jessie Godderz & Rudy Switchblade) | 21 de abril de 2012         |
| Cliff Compton        | 8 de enero de 2011           | 19 de marzo de 2006 (con Deuce)                               | 17 de octubre de 2012       |
| Jason Wayne          | 1 de julio de 2011           | 16 de enero de 2013 (con Crimson)                             | 21 de septiembre de 2011    |
| Jamin Olivencia      | 10 de abril de 2013          | 1 de agosto de 2007 (con T.J. Dalton)                         | 20 de febrero de 2008       |
| Flash Flanagan       | 26 de noviembre de 1999      | 1 de agosto de 1997 (con Nick Dinsmore)                       | 3 de agosto de 2013         |
| Adam Revolver        | 6 de diciembre de 2014       | 27 de marzo de 2010 (con Ted McNaler)                         | 14 de septiembre de 2011    |
| Mohamad Ali Vaez     | 7 de febrero de 2015         | 14 de mayo de 2008 (con Omar Akbar)                           | 4 de junio de 2010          |
| Chris Silvio         | 24 de julio de 2015          | 10 de diciembre de 2008 (con Kamikaze Kid)                    | 21 de diciembre de 2011     |
| Elijah Burke         | 5 de diciembre de 2004       | 5 de diciembre de 2015 (con Private Anthony)                  | 11 de septiembre de 2013    |
| Big Jon              | 16 de abril de 2016          | 5 de julio de 2014 (con The Bodyguy)                          | 5 de marzo de 2016          |
| Rocco Bellagio       | 14 de mayo de 2016           | 6 de agosto de 2011 (con James "Moose" Thomas)                | 5 de octubre de 2011        |
| Devin Driscoll       | 19 de marzo de 2016          | 25 de enero de 2017 (con Tony Gunn)                           | 11 de octubre de 2006       |
| Michael Hayes        | 4 de noviembre de 2017       | 26 de junio de 2013 (con Mohammed Ali Vaez)                   | 2 de agosto de 2014         |
| Randy Royal          | 14 de febrero de 2018        | 14 de mayo de 2016 (con Shane Andrews)                        | 11 de mayo de 2013          |
| Amon                 | 7 de julio de 2018           | 10 de febrero de 2016 (con Adam Revolver)                     | 4 de marzo de 2017          |
| Tony Gunn            | 30 de enero de 2019          | 25 de enero de 2017 (con Devin Driscoll)                      | 25 de julio de 2012         |
| Justin Smooth        | 24 de abril de 2019          | 3 de diciembre de 2016 (con Big Jon)                          | 9 de enero de 2019          |
| Jay Bradley          | 1 de junio de 2007           | 3 de agosto de 2019 (con Big Zo, Ca$h Flo & Hy-Zaya)          | 31 de julio de 2019         |
| Dimes                | 17 de abril de 2019          | 12 de noviembre de 2019 (con Corey Storm)                     | 20 de marzo de 2019         |
| Maximus Khan         | 1 de febrero de 2020         | 6 de abril de 2019 (con Leonis Khan)                          | 21 de agosto de 2019        |

#### Campeones potenciales
Los siguientes luchadores necesitan un reinado más para ser un Campeón de las Tres Coronas.
- Mohamad Ali Vaez, Paradyse, Ted McNaler, Adam Revolver y Shiloh Jonze necesitan un reinado como Campeón Peso Pesado de la OVW.

## Personal de Ohio Valley Wrestling

### Plantel de luchadores y otros

#### Luchadores
| Nombre                  | Nombre Real              | Notas                                |
| ----------------------- | ------------------------ | ------------------------------------ |
| Adam Revolver           | Jared Pridgin            | [ 7 ]                                |
| AJ Daniels              | Desconocido              | [ 8 ]                                |
| Amon                    | Stuart Perry             | [ 9 ]                                |
| Big Zo                  | Cowann D Owens           | [ 10 ]                               |
| Brandon Espinosa        | Desconocido              | [ 11 ]                               |
| Brandon Tate            | Desconocido              | [ 12 ]                               |
| Brent Tate              | Desconocido              | [ 13 ]                               |
| Ca$h Flo                | Mike Walden              | [ 14 ]                               |
| Co-Star Rex             | Christian Stewart        | [ 15 ]                               |
| D'Mone Solavino         | Desconocido              | [ 16 ]                               |
| Dapper Dan              | Daniel Anderson          | [ 17 ]                               |
| Deget Bundlez           | Desconocido              | Campeón en Parejas de OVW.           |
| Dimes                   | Chase Laughead           | [ 19 ]                               |
| Drew Hernandez          | Desconocido              | [ 20 ]                               |
| Dustin Jackson          | Desconocido              | [ 21 ]                               |
| Eric Darkstorm          | Desconocido              | Campeón en Parejas de OVW.           |
| Facade                  | Deconocido               | [ 23 ]                               |
| Gilpinator              | Justin Gilpyn            | [ 24 ]                               |
| Gustavo                 | Desconocido              | Campeón de la División Rush de OVW.  |
| Heath Hatton            | Desconocido              | [ 26 ]                               |
| Hollywood Adam Swayze   | Adam Gray                | [ 27 ]                               |
| Hy-Zaya                 | Desconocido              | [ 28 ]                               |
| Jackson Stone           | Joshua Franklin          | Firmó contrato con Impact Wrestling. |
| Jebidiah Blackhawk      | Desconocido              | [ 29 ]                               |
| Jessie Godderz          | Jessie Godderz           | Campeón Nacional Peso Pesado de OVW. |
| Josh Ashcraft           | Josh Ashcraft            | Mánager de The Legacy of Brutality.  |
| Kal Herro               | Desconocido              | [ 32 ]                               |
| KTD                     | KarDaniel Terrance Dunn  | [ 33 ]                               |
| Luscious Lawrence       | Lawrence Westley Key Jr. | [ 34 ]                               |
| Mahabali Shera          | Amanpreet Randhawa       | Firmó contrato con Impact Wrestling. |
| Omar Amir               | Omar Francis             | Campeón Peso Pesado de OVW.          |
| Reverend Ronnie Roberts | Desconocido              | [ 36 ]                               |
| Ryan Howe               | Ryan Howe                | [ 37 ]                               |
| Snake Williams Jr.      | Desconocido              | [ 38 ]                               |
| Star Rider              | Desconocido              | [ 39 ]                               |
| Steve Michaels          | Desconocido              | [ 40 ]                               |
| Tom Coffey              | Desconocido              | [ 41 ]                               |
| Tony Bizo               | Desconocido              | [ 42 ]                               |
| Tony Gunn               | Anthony Gunn             | [ 43 ]                               |
| William Lutz            | Desconocido              | [ 44 ]                               |

#### Luchadoras
| Nombre            | Nombre Real        | Notas                           |
| ----------------- | ------------------ | ------------------------------- |
| Arie Alexander    | Kiley Selvey       | [ 45 ]                          |
| Dani Mo           | Desconocido        | [ 46 ]                          |
| Harley Fairfax    | Desconocido        | [ 47 ]                          |
| Hollyhood Haley J | Desconocido        | [ 48 ]                          |
| Jessie Belle      | Jessie Belle McCoy | Mánager de Southern Discomfort. |
| Lilith Grimm      | Desconocido        | [ 50 ]                          |
| Sierra            | Desconocido        | Campeona Femenina de OVW.       |

#### Árbitros
| Nombre             | Notas         |
| ------------------ | ------------- |
| Aaron Grider       | Oficial.      |
| Charlene Mackenzie | Oficial.      |
| Daniel Spencer     | Jefe Oficial. |
| Dave Harmon        | Oficial.      |
| Jake Cloyd         | Oficial.      |

#### Equipo de transmisión
| Nombre           | Notas                                                                                |
| ---------------- | ------------------------------------------------------------------------------------ |
| Bryan Kennison   | Comentarista principal. Anfitrión de Overdrive.                                      |
| Shannon The Dude | Comentarista. Nombre real: Shannon Grigsby. Campeón Mundial Peso Pesado en la Radio. |
| Steven Johnson   | Comentarista. Anfitrión de Overdrive.                                                |